# کریستیان دهم، پادشاه دانمارک

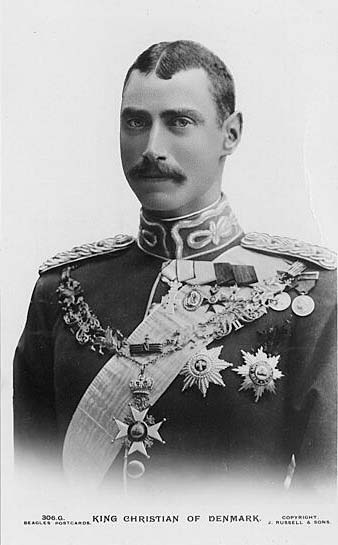
کریستیان دهم

کریستیان دهم دانمارک (انگلیسی: Christian X of Denmark؛ زاده ۲۶ سپتامبر ۱۸۷۰ درگذشته ۲۰ آوریل ۱۹۴۷) از سال ۱۹۱۲ تا سال ۱۹۴۷ پادشاه دانمارک بود.هاکون هفتم نروژ برادر کریستیان دهم دانمارک است.کریستیان دهم دانمارک نوه ی دختری کارل پانزدهم سوئد است.